# Wimbledon 2014 (turniej legend mężczyzn)
Wimbledon 2014 – turniej legend mężczyzn – zawody deblowe legend mężczyzn, rozgrywane w ramach trzeciego w sezonie wielkoszlemowego turnieju tenisowego, Wimbledonu. Zmagania odbywały się w dniach 1–6 lipca na trawiastych kortach All England Lawn Tennis and Croquet Club w London Borough of Merton – dzielnicy brytyjskiego Londynu.

## Drabinka

#### Klucz
- w/o – walkower
- k – krecz
- d – dyskwalifikacja
- Q – kwalifikant
- WC – dzika karta
- LL – szczęśliwy przegrany
- Alt – zawodnik zastępczy
- PR – ochrona rankingu
- SE – specjalna przepustka
- ITF – ranking ITF
- JE – ranking juniorski

### Faza finałowa
|  |       |                                   |   |   |    |
|  | Finał |                                   |   |   |    |
|  |       |                                   |   |   |    |
|  |       |                                   |   |   |    |
|  |       |                                   |   |   |    |
|  |       | Thomas Enqvist Mark Philippoussis | 3 | 6 | 10 |
|  |       | Thomas Enqvist Mark Philippoussis | 3 | 6 | 10 |
|  |       | Jacco Eltingh Paul Haarhuis       | 6 | 3 | 3  |
|  |       | Jacco Eltingh Paul Haarhuis       | 6 | 3 | 3  |
|  |       |                                   |   |   |    |

### Faza początkowa

#### Grupa A
|  |                                               | Jonas Björkman Todd Woodbridge | Thomas Enqvist Mark Philippoussis   | Justin Gimelstob Chris Wilkinson Mark Knowles | Goran Ivanišević Ivan Ljubičić      | Mecze W–L | Sety W–L | Gemy W–L  | Miejsce |
|  | Jonas Björkman Todd Woodbridge                |                                | 3:6, 6:7(5) (4 lipca)               | 1:1 (1 lipca, Knowles)                        | 6:4, 7:6(4) (3 lipca)               | 2–1       | 3–2      | 23–24     | 2.      |
|  | Thomas Enqvist Mark Philippoussis             | 6:3, 7:6(5) (4 lipca)          |                                     | 6:4, 3:6, 10–4 (3 lipca, Wilkinson)           | 6:4, 6:7(6), 10–5 (5 lipca)         | 3–0       | 6–2      | 36–30     | 1.      |
|  | Justin Gimelstob Chris Wilkinson Mark Knowles | 1:1 (1 lipca, Knowles)         | 4:6, 6:3, 4–10 (3 lipca, Wilkinson) |                                               | 6:3, 1:6, 7–10 (4 lipca, Wilkinson) | 0–2 0–1   | 2–4 0–1  | 17–20 1–1 | 4. X    |
|  | Goran Ivanišević Ivan Ljubičić                | 4:6, 6:7(4) (3 lipca)          | 4:6, 7:6(6), 5–10 (5 lipca)         | 3:6, 6:1, 10–7 (4 lipca, Wilkinson)           |                                     | 1–2       | 3–5      | 31–33     | 3.      |

#### Grupa B
|  |                               | Albert Costa Thomas Johansson | Jacco Eltingh Paul Haarhuis | Wayne Ferreira Mark Petchey | Greg Rusedski Fabrice Santoro | Mecze W–L | Sety W–L | Gemy W–L | Miejsce |
|  | Albert Costa Thomas Johansson |                               | 3:6, 4:6 (2 lipca)          | 7:5, 5:7, 10–8 (5 lipca)    | 6:4, 6:7(2), 7–10 (3 lipca)   | 1–2       | 3–5      | 32–36    | 3.      |
|  | Jacco Eltingh Paul Haarhuis   | 6:3, 6:4 (2 lipca)            |                             | 7:5, 7:5 (3 lipca)          | 6:3, 6:4 (4 lipca)            | 3–0       | 6–0      | 38–24    | 1.      |
|  | Wayne Ferreira Mark Petchey   | 5:7, 7:5, 8–10 (5 lipca)      | 5:7, 5:7 (3 lipca)          |                             | 2:6, 5:7 (2 lipca)            | 0–3       | 1–6      | 29–40    | 4.      |
|  | Greg Rusedski Fabrice Santoro | 4:6, 7:6(2), 10–7 (3 lipca)   | 3:6, 4:6 (4 lipca)          | 6:2, 7:5 (2 lipca)          |                               | 2–1       | 4–3      | 32–31    | 2.      |

## Pula nagród
| Runda                    | Pieniądze (£) |
| Zwycięzcy                | 21 000        |
| Finaliści                | 18 000        |
| Drugie miejsce w grupie  | 15 000        |
| Trzecie miejsce w grupie | 14 000        |
| Czwarte miejsce w grupie | 13 000        |